# Prix Hannah-Arendt
Le prix Hannah-Arendt pour la pensée politique a été créé par la fondation Heinrich Böll et le Land de Brême. Depuis 1995 il est décerné chaque année à des personnes qui contribuent, de l'avis d'un jury international, à la pensée et à l'action politiques publiques selon la tradition de la théoricienne politique Hannah Arendt. Zoltan Szankay est l'un des fondateurs.

## Structure

### Comité directeur
Membres du comité directeur : Antonia Grunenberg, Peter Ruedel, Ole Sören Schulz et Eva Senghaas-Boutonnière.

### Jury
Membres du jury international : Katajun Amirpur (Cologne), Thomas Alkemeyer (Berlin/Oldenburg), Antonia Grunenberg (Oldenburg/Berlin), Karol Sauerland (Varsovie) et Christina Thürmer-Rohr (Berlin).

## Modalités d'attribution
C’est un jury international qui décide chaque année de l'attribution du prix. D’un montant de 10 000 euros (à partir de 2019), il est offert par la fondation Heinrich Böll et le Bürgerschaft de Brême. Le responsable juridique et politique du prix est le Verein Hannah-Arendt-Preis für politisches Denken, qui organise également des conférences et fait paraitre des publications.

## Objectif
Créé en 1994, le prix Arendt se propose de stimuler le débat public sur des questions politiques controversées — conformément à la formule d'Hannah Arendt : « C’est la liberté qui donne son sens à la politique ». L'engagement théorique et pratique d'Hannah Arendt contre les régimes totalitaires joue ici un rôle particulier ; son engagement n'est pas entré dans l'Histoire après la fin de la Guerre froide, mais il reste d'actualité pour promouvoir un monde plus démocratique et de justice.
Avec ce prix, les fondateurs ne veulent pas honorer les seules réalisations universitaires, mais aussi l'engagement en public. Il est dit expressément : « Nous honorons des gens qui ont accepté le risque de paraitre en public et qui reconnaissent la nouveauté et la communiquent dans un monde qui semble ne pas bouger. »

## Critique
En 2007, le présidium de la communauté juive de Brême a fait savoir son irritation devant l'attribution du prix à Tony Judt, qu'il a accusé de propagande antisioniste, ce que le jury a voulu ignorer dans sa déclaration. La communauté a critiqué également que la cérémonie de remise des prix se soit déroulée un vendredi soir et l’allocution qui a suivi un samedi matin. Cela aurait empêché de faire participer les Juifs soucieux de respecter le Shabbat,.

## Lauréats
- 1995 : Agnes Heller, philosophe hongrois
- 1996 : François Furet, historien français
- 1997 : Freimut Duve, journaliste, éditeur et homme politique allemand, et Joachim Gauck, militant allemand pour les droits civiques
- 1998 : Antje Vollmer, journaliste et femme politique allemande et Claude Lefort, philosophe français
- 1999 : Massimo Cacciari, philosophe et homme politique italien
- 2000 : Elena Bonner, militante russe pour les droits civiques
- 2001 : Ernst Vollrath, specialiste allemande de la philosophie politique et Daniel Cohn-Bendit, politicien franco-allemand
- 2002 : Gianni Vattimo, philosophe et homme politique italien
- 2003 : Michael Ignatieff, journaliste, chercheur, essayiste et penseur politique canadien
- 2004 : Ernst-Wolfgang Böckenförde, philosophe du droit et juge constitutionnel allemand
- 2005 : Vaira Vike-Freiberga, présidente de la république de Lettonie
- 2006 : Julia Kristeva, psychanalyste, philosophe et femme de lettres française
- 2007 : Tony Judt, historien britannique
- 2008 : Victor Zaslavsky, sociologue et écrivain russe
- 2009 : Kurt Flasch, historien de la philosophie allemand
- 2010 : François Jullien, philosophe et sinologue français
- 2011 : Navid Kermani, orientaliste germano-perse
- 2012 : Yfaat Weiss, historienne israélienne[5]
- 2013 : Timothy Snyder, historien américain
- 2014 : Marija Aljochina et Nadechda Tolokonnikova, membres de Pussy Riot, ainsi que Jurij Andruchowytsch, femme de lettre ukrainienne[6]
- 2016 : Christian Teichmann, historien allemand de l’Europe de l’Est[7]
- 2017 : Étienne Balibar, philosophe français
- 2018 : Ann Pettifor, économiste sud-africain[8]
- 2019 : Jerome Kohn et Roger Berkowitz, politologue et directeur du centre Hannah Arendt